# Ferme-musée de la Soyotte
La ferme-musée de la Soyotte est un ancien musée situé au Faing de Sainte-Marguerite, tout près de Saint-Dié-des-Vosges, il faisait revivre dans une bâtisse de caractère du XVIIIe siècle la vie rurale d’autrefois dans les Vosges.
Depuis 1955 cette entreprise familiale, constituée en association folklorique (loi de 1901), poursuit comme objectifs le développement de la culture populaire et la recherche et sauvegarde du patrimoine vosgien.
Elle ferme ses portes le 23 août 2019 à cause de problèmes liés à la sécurité incendie, sécurité électrique, etc.

## La soyotte, danse folklorique vosgienne

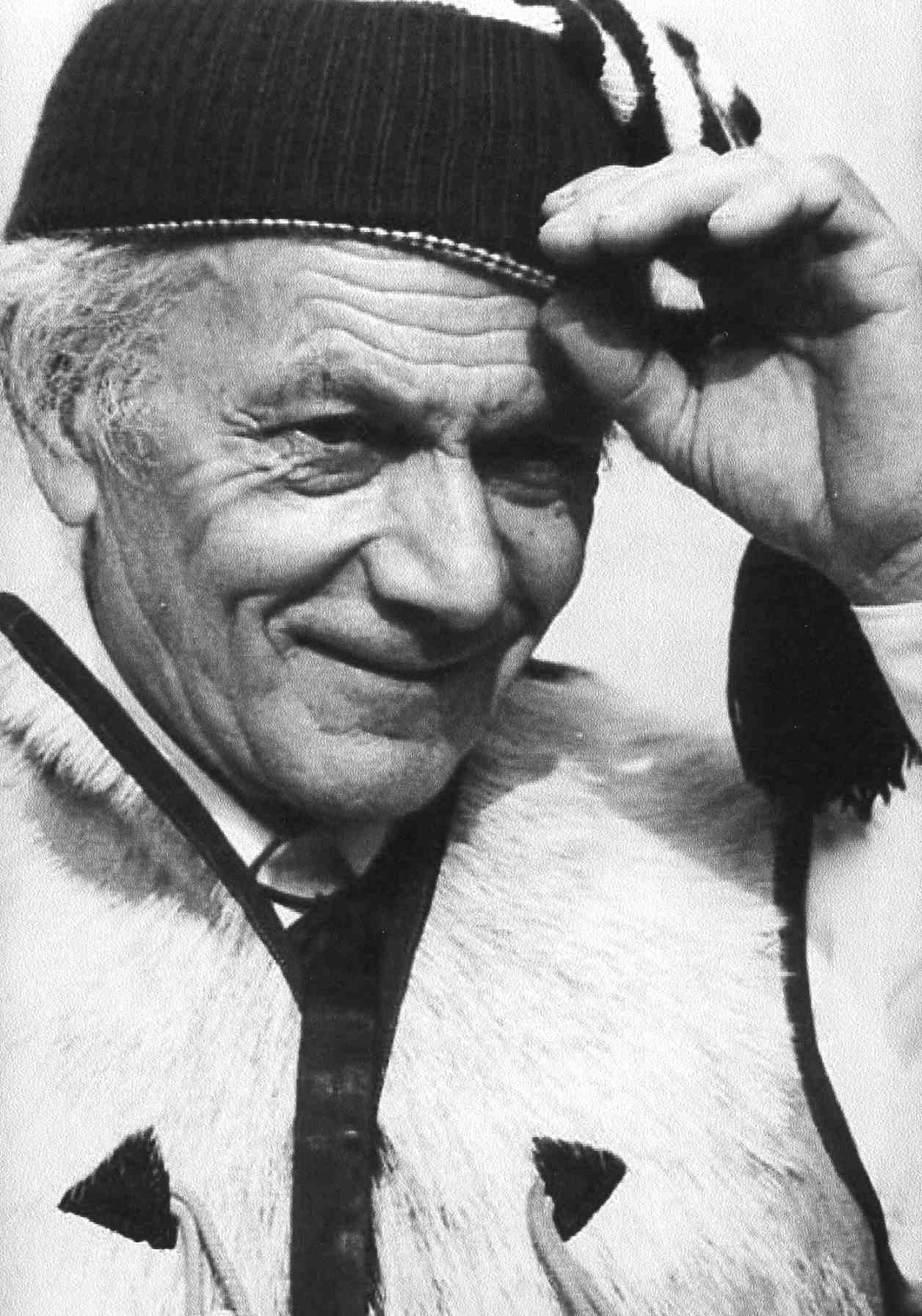
Jean Bernard, le fondateur.

Dans les années 1950, Jean Bernard, un directeur d'école également musicien, crée un groupe folklorique avec ses élèves, tout en effectuant des recherches sur les danses traditionnelles de la région.
La plus connue d’entre elles est la soyotte, dont le nom est dérivé du verbe allemand « sägen » (= scier). Cette étymologie s’explique par les mouvements de bras des danseurs, analogues à ceux des « sagards », les scieurs de long vosgiens.
Cette danse étant la plus populaire du répertoire, le groupe adopte bientôt ce nom et, dans la mouvance des Ménestrels de Gérardmer, l'ensemble chorégraphique La Soyotte commence à se faire connaître dans la région.

## Le renouveau de l’épinette

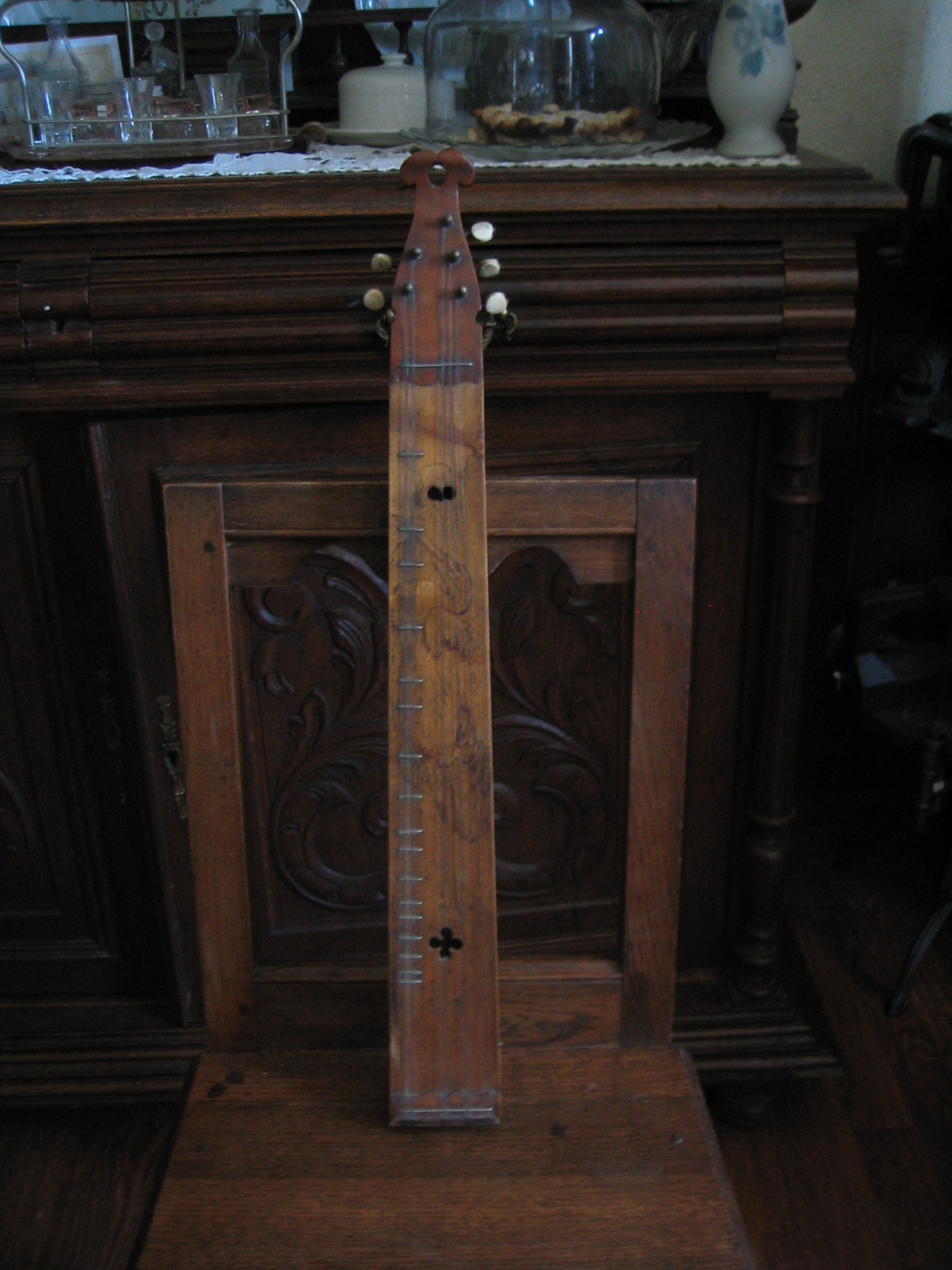
Épinette ancienne.

Au milieu des années 1965 le groupe porte également un intérêt grandissant à l’épinette des Vosges, un instrument traditionnel fabriqué dans la montagne vosgienne, une sorte de cithare à bourdons, généralement composée de 6 cordes, 3 cordes de mélodie appelées chanterelles et de 3 bourdons.
Les deux filles du fondateur notamment se forment à l'instrument auprès du spécialiste de la région, Jean Grossier. L'une d'elles met au point une méthode originale qui permet aux musiciens ignorant le solfège de pratiquer leur instrument sans utiliser de partition.
La compagnie qui comptera jusqu'à 60 membres monte des spectacles intégrant danses, chants, épinette, histoires et saynètes, et se produit dans toute l’Europe ainsi qu’aux États-Unis. Plusieurs disques sont enregistrés et des stages d’épinette sont organisés.

## Objets d’antan et vieux métiers
En parallèle, la famille Bernard collecte des éléments du patrimoine dans toute la région, ajoutant ainsi la collection de vêtements et outils traditionnels à ses activités folkloriques.
Une première exposition des vieux métiers vosgiens mettant en scène la vie et l’habitat paysan a lieu en 1969.
Pour mettre en valeur tous ces objets, le groupe acquiert en 1976 une ferme de caractère du XVIIIe siècle, y installe ses collections et commence à organiser des visites guidées. Ces initiatives sont récompensées par le premier prix au concours du Patrimoine pour le département des Vosges en 1980.
Les recherches se font plus systématiques, avec l’aide de membres bénévoles et de la population qui grâce à ses dons contribue à meubler la ferme. Des enseignants retraités animent des visites guidées et expliquent la vie d’autrefois.
Aujourd'hui 7 000 /8 000 pièces environ sont conservées dans le musée et, sur trois étages, les univers de près de 83 métiers ont été reconstitués avec les outils de l’époque — 83 activités exercées par les paysans vosgiens dans les périodes où le travail des champs ne les absorbait pas complètement, ou lorsqu'il fallait s’expatrier pour gagner un peu d’argent.
À la fin des années 1980 des spectacles « son et lumière » avaient présenté la vie rurale vosgienne de 1650 à 1930, mais les objets exposés ici datent pour la plupart du XIXe siècle

Objets d'antan
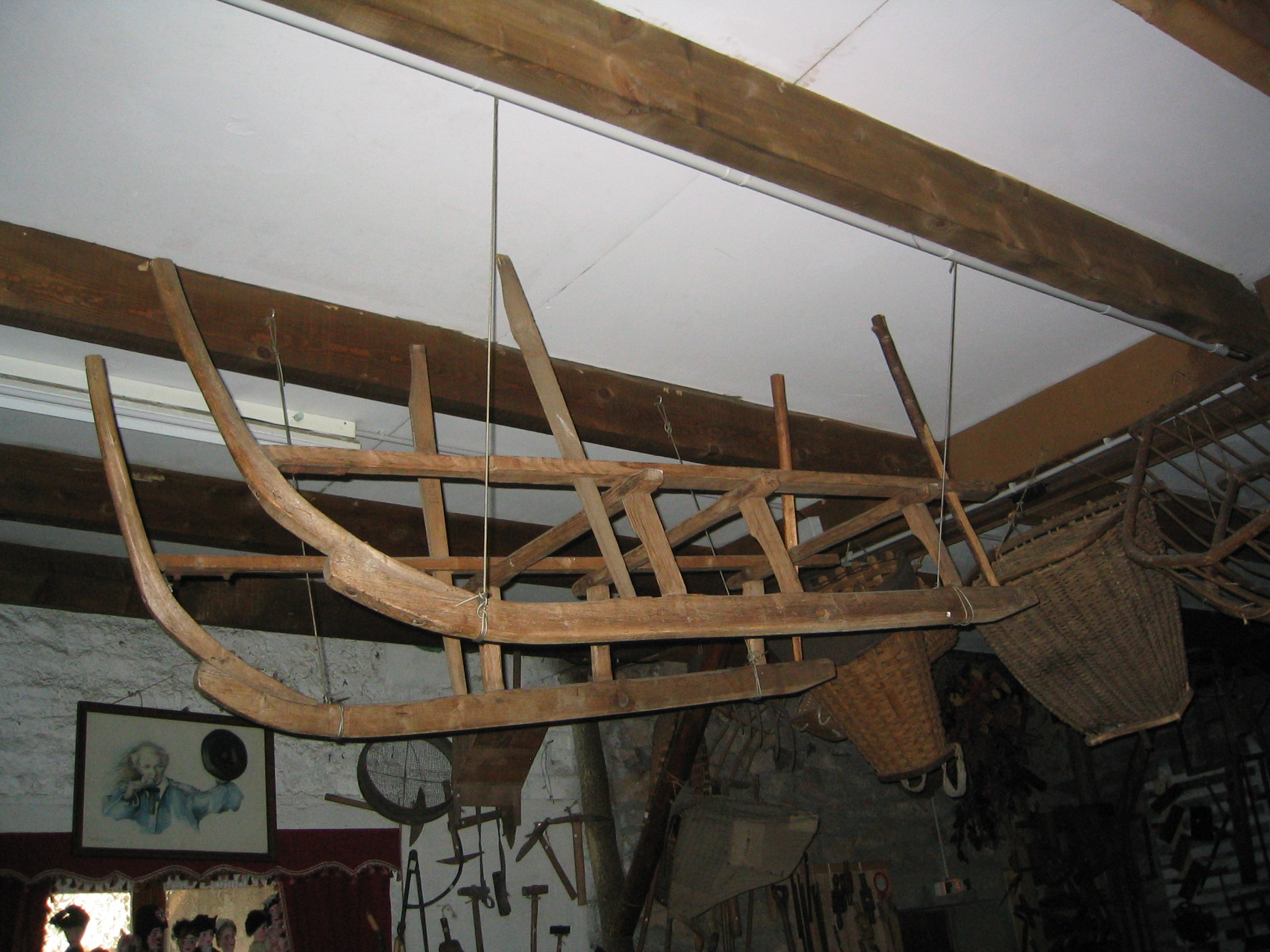
Schlitte vosgienne
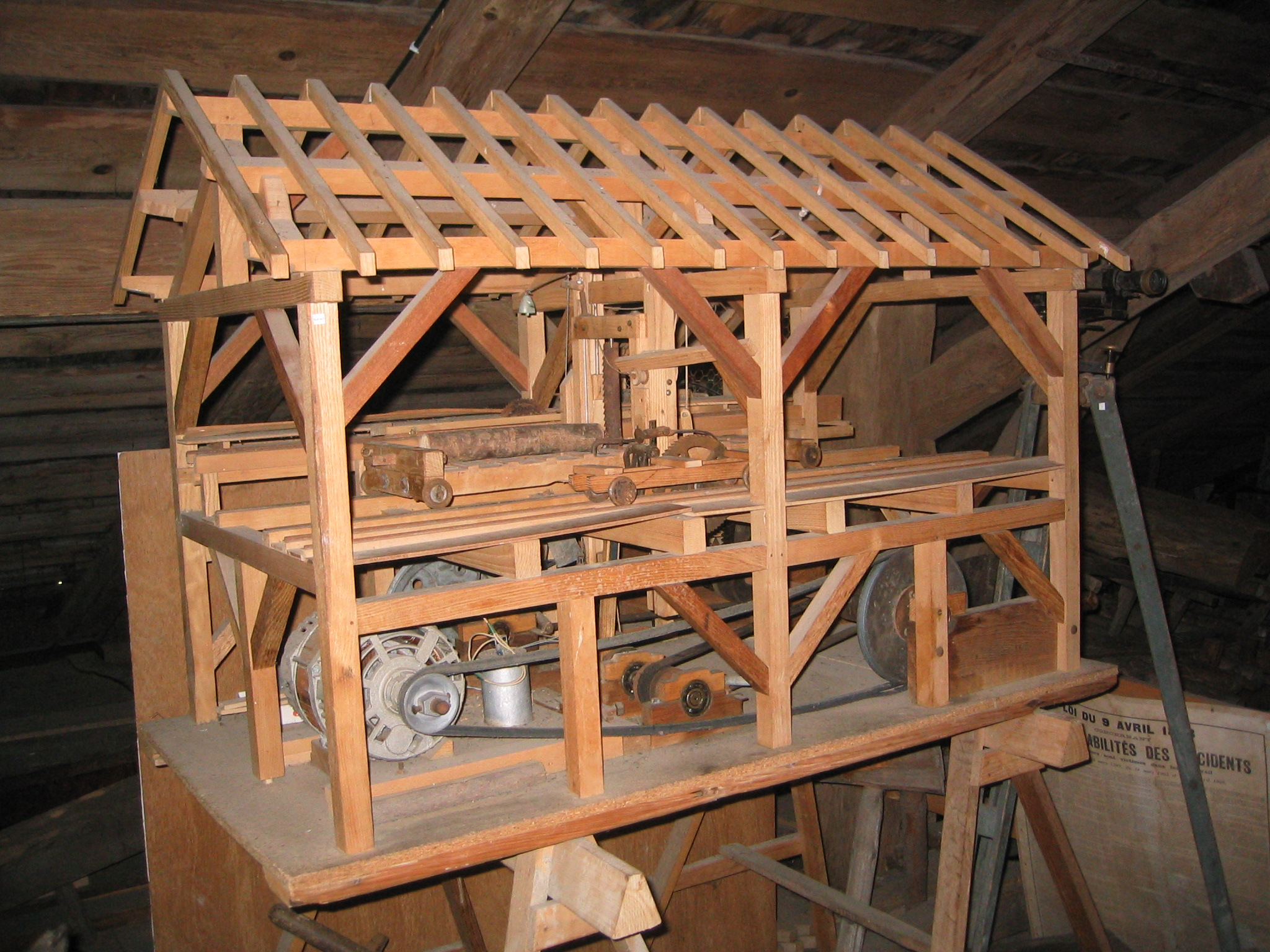
Maquette de haut-fer
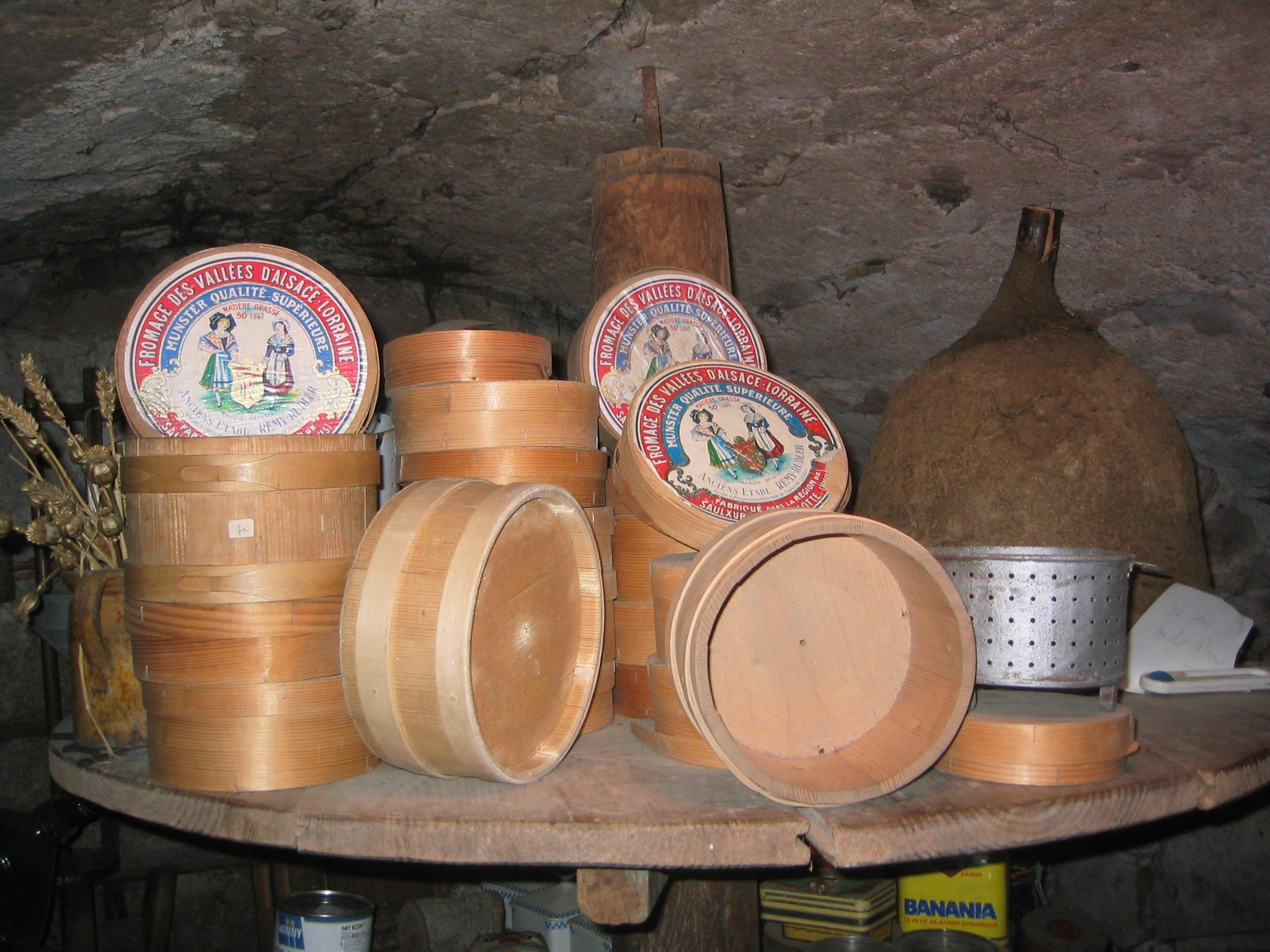
Boîtes de fromage de munster vosgien
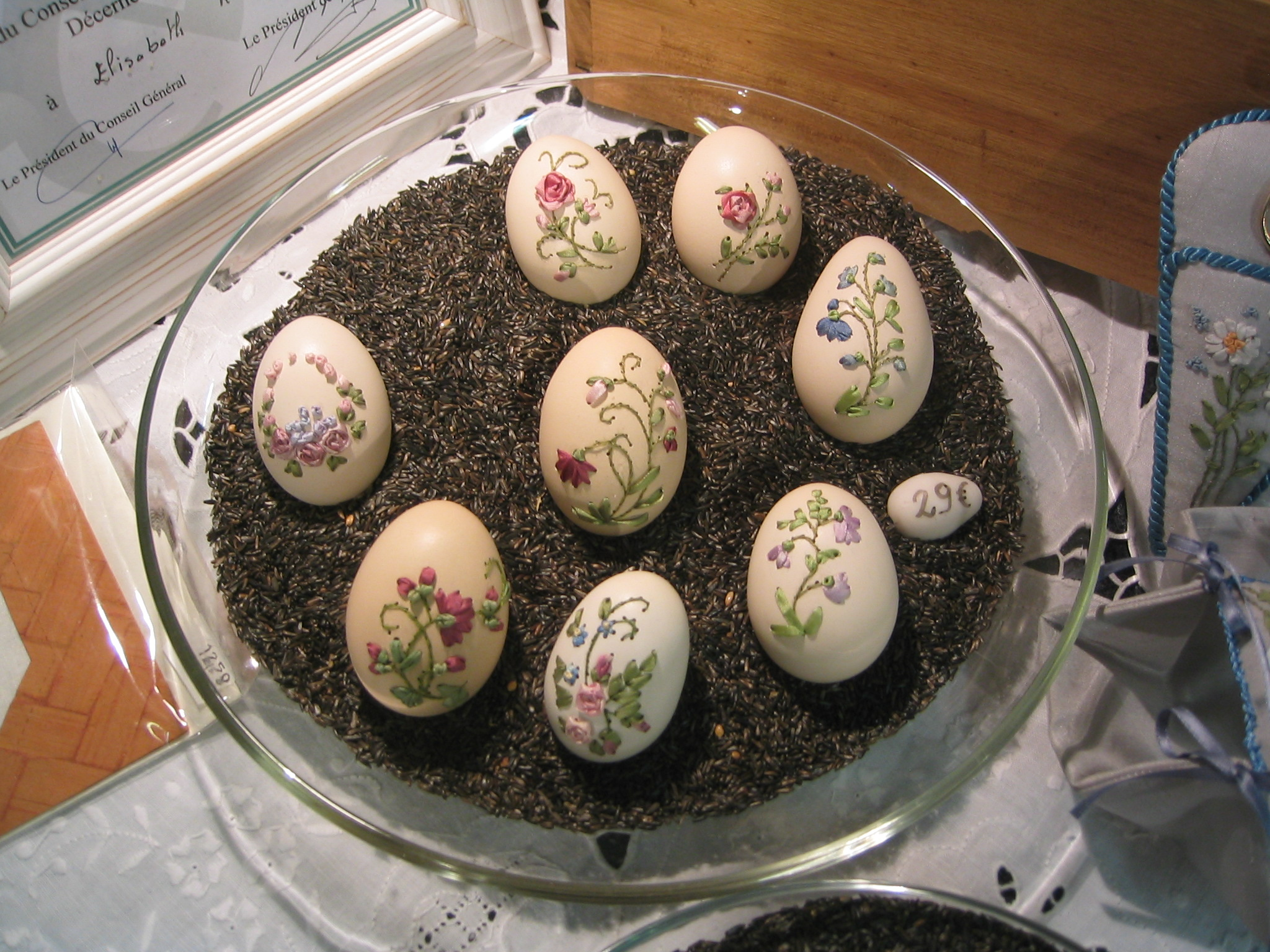
Œufs brodés

## Transmission des savoir-faire
Depuis 1998, il est possible à chacun de se former à plusieurs de ces métiers traditionnels, tels que la dentelle (dentelle aux fuseaux), notamment la dentelle de Mirecourt, la broderie perlée, le point compté, l’épinette, le filet, le tissage, le filage au rouet ou encore la fabrication des tuiles en bois.
Des animations pédagogiques sont également proposées aux écoliers sur des thèmes précis (le lait, le bois, le fil, le pain, la cuisine, les jeux, la musique), avec préparation d’un travail en classe.
Jean Bernard, le père fondateur de la Soyotte, ayant réuni tout au long de sa vie un véritable fonds documentaire, près de 400 volumes sur le patrimoine lorrain peuvent être consultés sur place.
Des conférences sont parfois données dans la grande salle de la ferme, par exemple dans le cadre du Festival international de géographie qui se tient chaque année à Saint-Dié-des-Vosges.

Vieux métiers
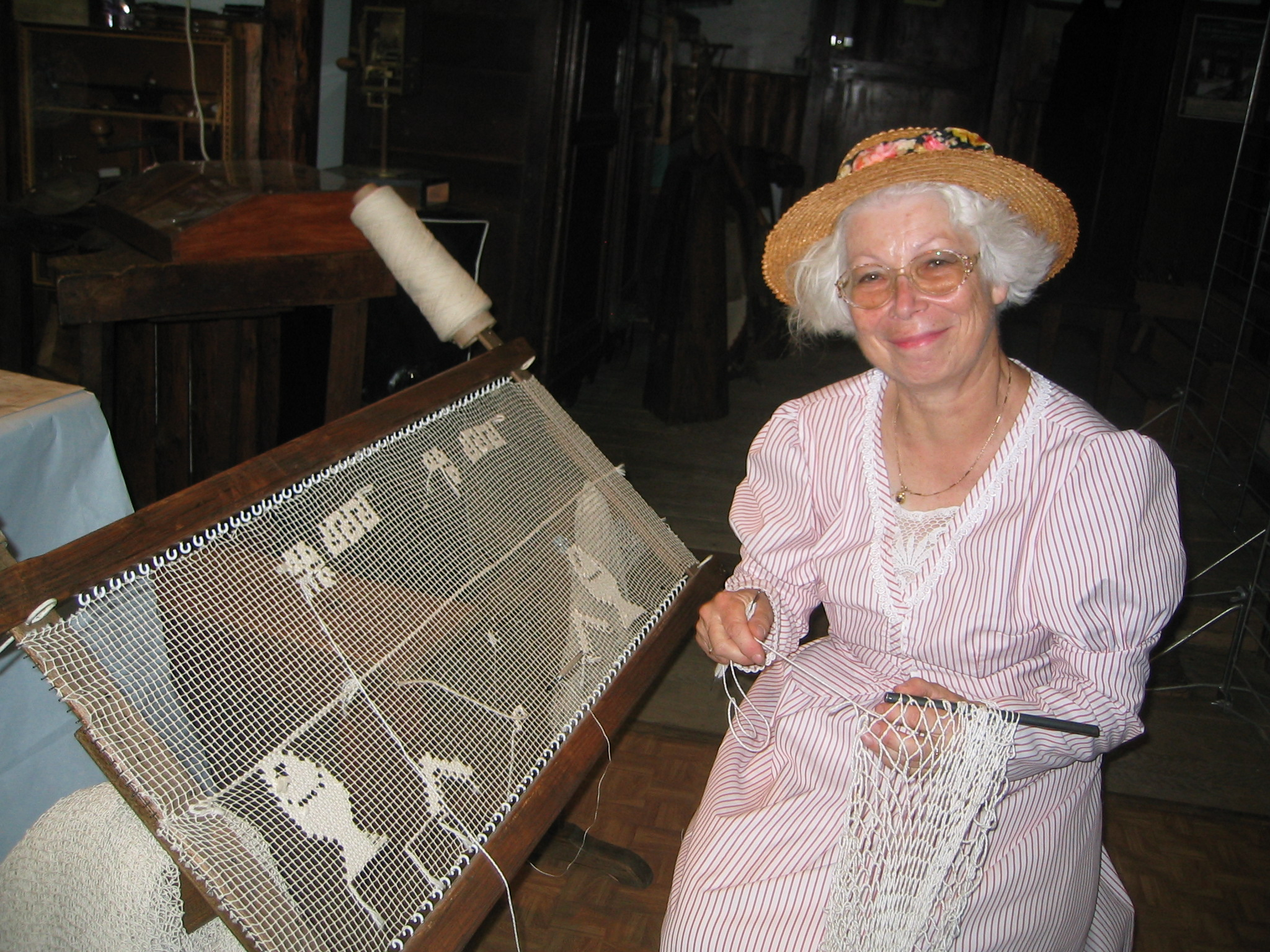
Technique du filet.
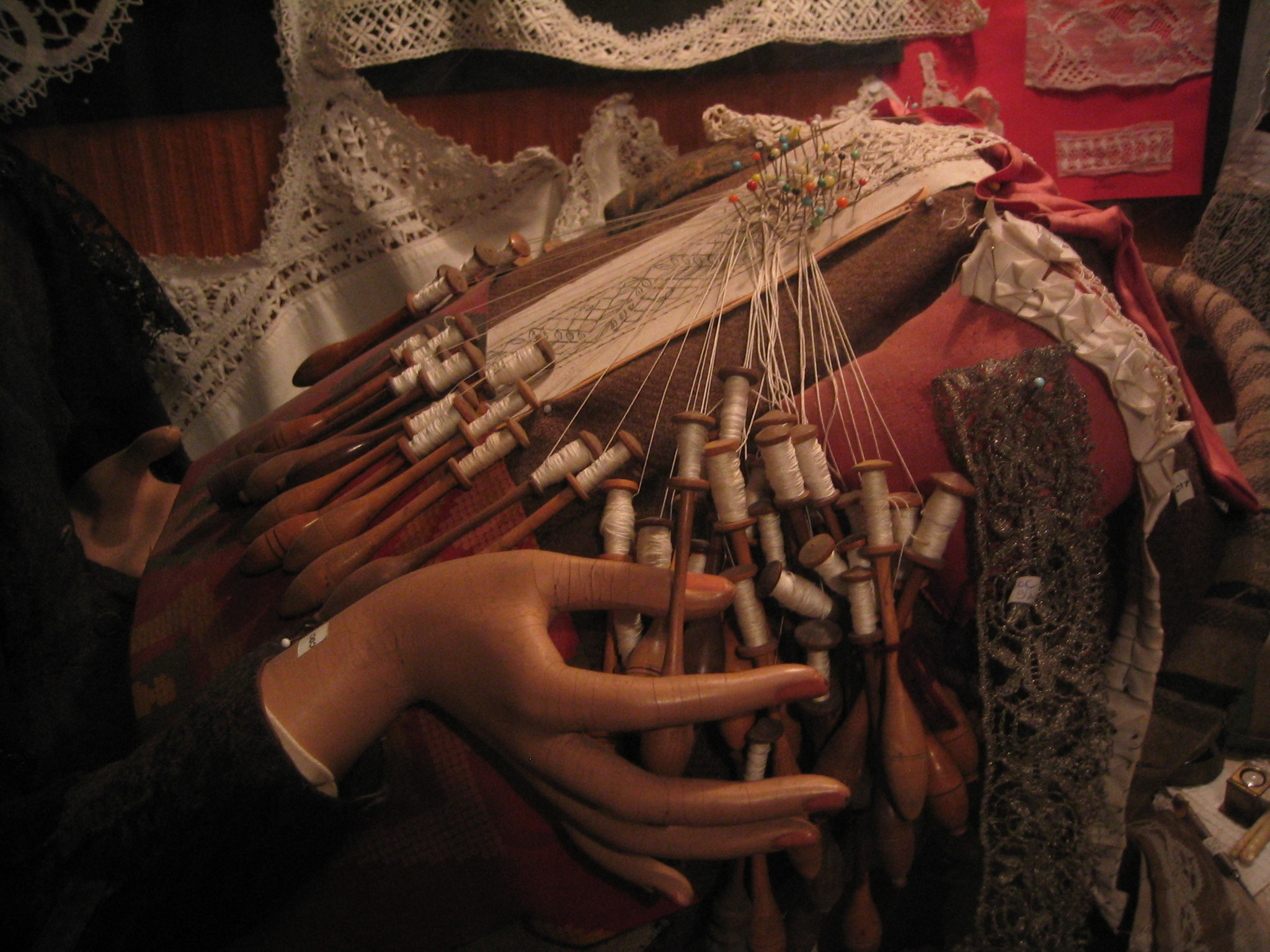
La dentelle aux fuseaux.
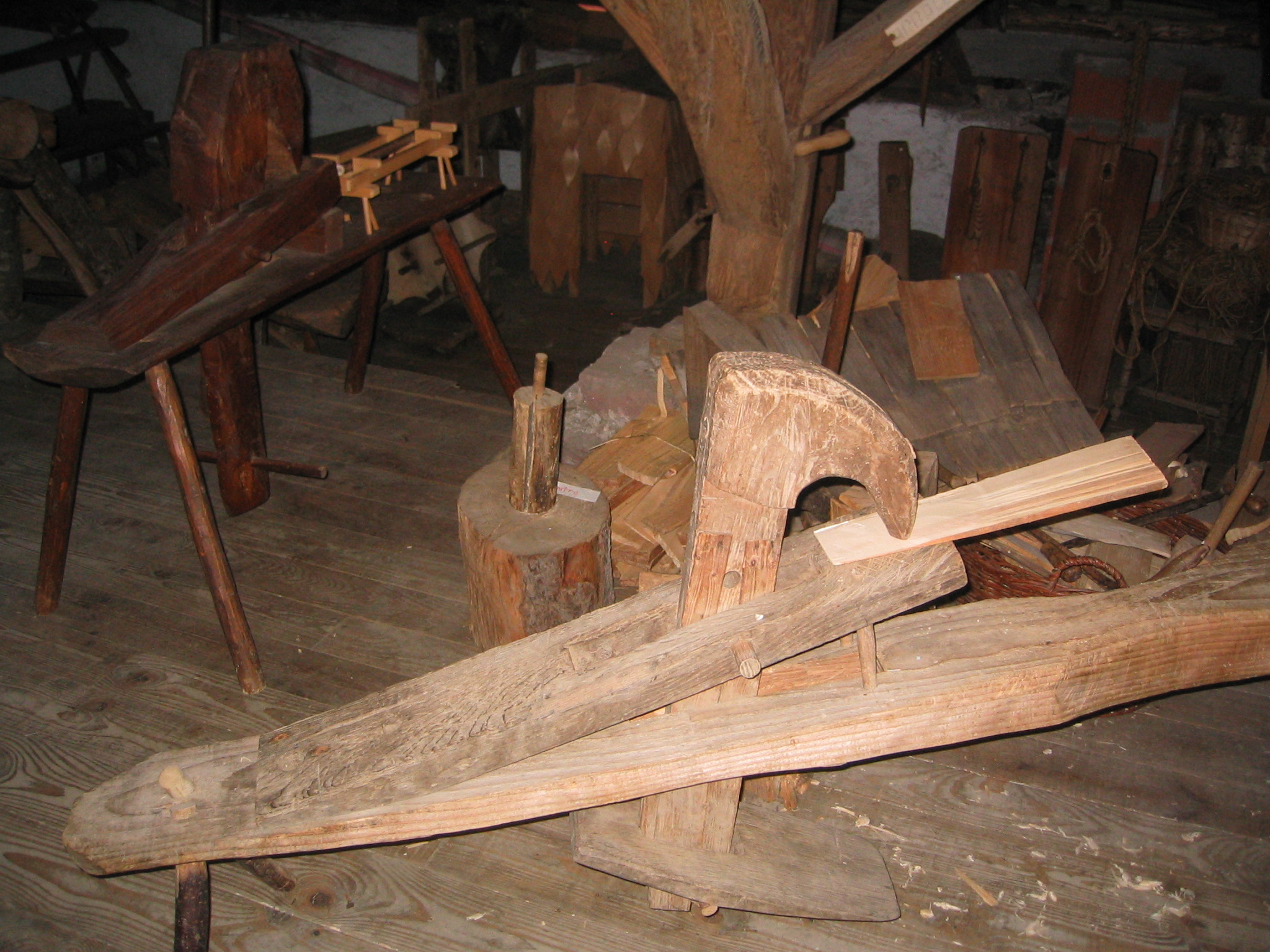
Fabrication des essis (tuiles en bois).
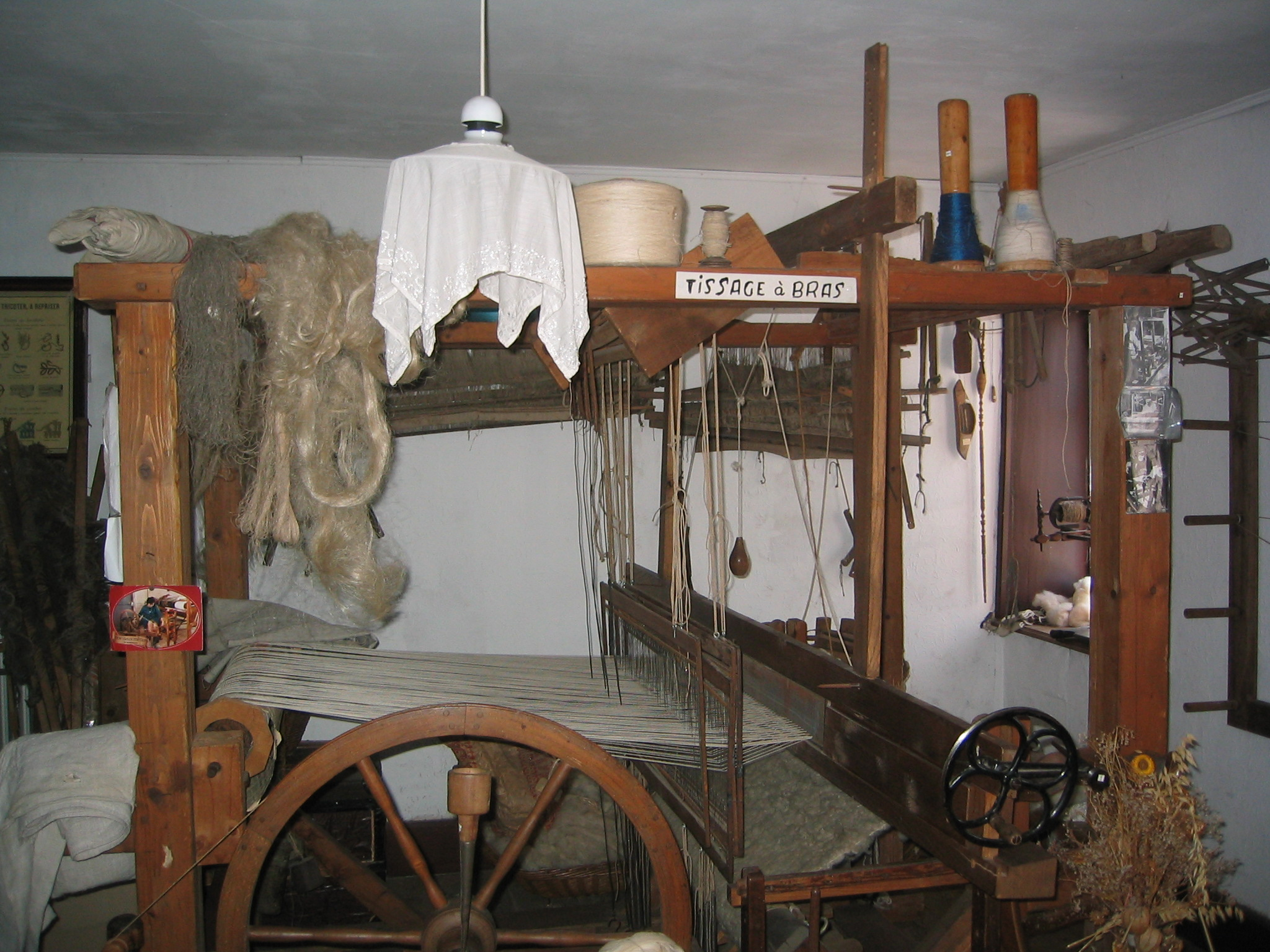
Tissage à bras.
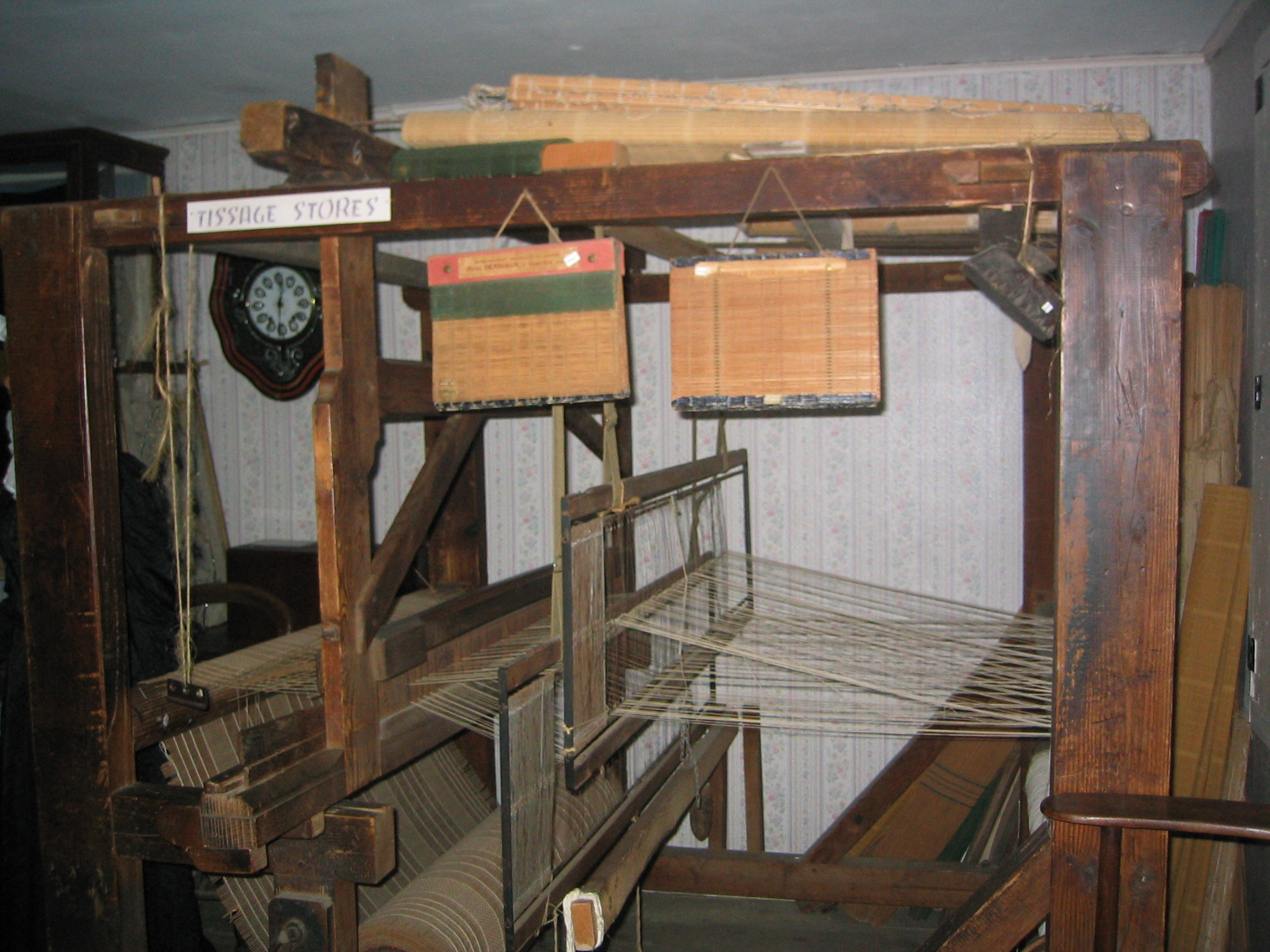
Tissage des stores.

## Événements et manifestations
Deux expositions par an permettent aux collectionneurs de la région de venir exposer leurs trésors à la ferme, par exemple celle consacrée aux buvards anciens en 2006.
Depuis 1990 un événement fort – la Fête du pain – est organisé début juillet avec l’artisanat et les produits du terroir réunis autour de la ferme-musée. C’est l’occasion de déguster par exemple le gallu, un pain local aux fruits.
Une Maison de pays en accès libre présente en permanence les productions d'une vingtaine d'artisans locaux qui proposent des vins, de petits crus de fruits vosgiens, des terrines et des rillettes, des produits du miel, des confitures et des ribottes, mais aussi des CD (épinette des Vosges), des DVD (documentaires sur les anciens métiers tournés dans les alentours), des livres et des cartes postales régionales, ou encore des jouets traditionnels.

## Liste des métiers présentés
- apiculteur
- arpenteur
- atelier de brosses
- barbier, coiffeur à domicile
- bouilleur de cru
- boulanger
- bourrelier
- brodeuse piqueuse
- chapelier
- chaisier
- cantonnier
- carrier
- charpentier
- charretier
- charron
- fabrication de chaussons
- cordier
- cordonnier
- couturière
- couvreur
- cultivateur
- débardeur
- dentellière
- diligence
- ébéniste
- école
- estampage
- fabricant de balais et de fagots
- fabricant de manches et râteaux
- fabricant de sangles
- faucheur
- femme de lessive
- fileuse
- fleurs artificielles
- forgeron, maréchal-ferrant
- gantier
- grilleur de café
- haut-fer
- horloger
- jouets
- maçon
- marchand de grain
- marcaire et fabricant de fromages
- marionnettiste
- matelassier
- menuisier ébéniste
- meule à grains
- modeleur
- oualou, flotteur de bois
- paniers d’osier
- paniers en paille pour abeilles
- perceur de tuyaux de fontaine
- perleuse
- pièges
- plâtrier
- plombier-zingueur
- pompier
- potier
- presseur de fruits
- rebatteur de faux
- rémouleur
- repasseuse
- sabotier
- santons représentant la vie d'autrefois
- sagard
- schlitteur
- scieur de long
- sculpteur
- sécheur de fruits
- sellier
- tailleur de pierres
- tisserand sur lin et store
- tonnelier
- vannier
- vétérinaire
- vitrier